# Haus der Flieger
Das Haus der Flieger im heutigen Bundesratsgebäude in Berlin war ab 1935 eine Einrichtung unter der Schirmherrschaft Hermann Görings, die er als Foyer und Repräsentationsort für sich selbst und ihm nahestehende Verbände nutzte. Der Gebäudekomplex zwischen Leipziger Platz und Prinz-Albrecht-Straße stellte damit quasi eine kleine „Reichskanzlei“ für den zweiten Mann im NS-Staat dar.

## Umbau
Hermann Göring hatte zuvor die Stiftung Preußenhaus gegründet, um das Gebäude für sein Amt erhalten zu können. Seit das frühere Herrenhausgebäude und das bisherige Landtagsgebäude 1935 zu dem benachbarten auf Göring zugeschnittenen Reichsluftfahrtministerium gehörten, ließ er sie für den ihm nahestehenden Aero-Club von Deutschland und die ministeriumseigene „Deutsche Luftfahrtakademie“ umbauen. Diese Umbauten betrafen allerdings nur die Büroräume, der weit gravierendere Umbau war der zum Repräsentationsort des Ministeriums. Dazu wurde der historische Plenarsaal völlig entkernt und als persönlicher Veranstaltungssaal Görings im Stil der NS-Architektur umgebaut.
Das Haus der Flieger war der gewöhnliche Treffpunkt des Freundeskreis Reichsführer SS.

## Das Haus als Teil der Terrorzentrale
Hermann Göring hatte in seiner Funktion als kommissarischer preußischer Innenminister in den dem Haus benachbarten Gebäuden zuvor bereits das Geheime Staatspolizeiamt (Gestapo) untergebracht, jetzt folgte die „Geheime Preußische Staatspolizei“. Ab 1939 wurden die vorhandenen Einrichtungen zum Reichssicherheitshauptamt zusammengefasst. Aufgrund der Personalunion vieler Ämter und der von der NS-Ideologie angestrebten „Einheit von Partei und Staat“ wurde das Haus der Flieger nun auch Veranstaltungsort des Reichssicherheitshauptamts und stellte ihm Büroflächen zur Verfügung. Hier wurden am 23. und 24. April 1941 die Oberlandesgerichtspräsidenten und Generalstaatsanwälte in der später sogenannten „Schlegelberger-Konferenz“ über die geheime Aktion T4 informiert.
Der von SD-Chef Reinhard Heydrich geformte Terrorapparat nutzte das Gebäude allerdings nicht, ebenso wurden seine Keller auf Wunsch Görings – der seine Empfänge gefährdet sah – nicht für Folter und Verhöre genutzt, wie die der anderen Bauten. Aufgrund dessen wurde das Gebäude in den Wiederaufbauplänen der DDR später als „historisch minderbelastet“ eingestuft und nicht abgerissen.

## Nachkriegszeit und DDR
Das Gebäude war im Zweiten Weltkrieg zwar beschädigt worden, aber noch benutzbar, weshalb die DDR hier ihr Haus der Ministerien II einrichtete (das Haus der Ministerien I war im ehemaligen Reichsluftfahrtministerium untergebracht, welches den Krieg ebenfalls gut überstanden hatte).
Seit 1993 nutzt das Abgeordnetenhaus von Berlin das nun Preußischer Landtag genannte frühere Preußische Abgeordnetenhaus, während das frühere Herrenhausgebäude nun als Bundesratsgebäude dem Bundesrat als Domizil dient.